# Curt Goetz
Kurt Walter Götz, conocido como Curt Goetz (Maguncia, Imperio alemán, 17 de noviembre de 1888 - Grabs, Cantón de San Galo, Suiza, 12 de septiembre de 1960) fue un dramaturgo y actor suizo-alemán.
Tuvo una rica carrera en Europa y los Estados Unidos. Estuvo casado con la actriz Valérie von Martens.

## Obras teatrales
- Der Lampenschirm (1911)
- Nachtbeleuchtung (1918-1919)
- Menagerie (1919)
- Ingeborg (1922)
- Friedrich Schiller Eine Dichterjugend (1923)
- Die tote Tante und andere Begebenheiten (1924)
- Hokuspokus (original) (1926)
- Der Lügner und die Nonne (1928)
- Frauenarzt Dr. med. Hiob Prätorius (original) (1934)
- Das Haus in Montevideo (1945)[1]
- Hokuspokus (Neufassung) (1953)
- Dr. med. Hiob Prätorius (nueva versión) (1953)
- Nichts Neues in Hollywood (1956)
- Miniaturen (1958)
- Seifenblasen (1962)

## Citas célebres
"Idealismo es la capacidad de ver a las personas como podrían ser si no fuera como son".